# Oligoklas

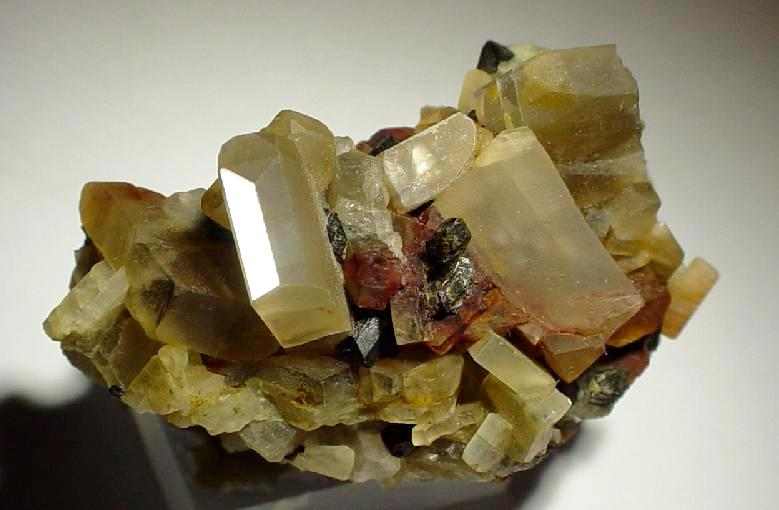
Oligoklas aus Chihuahua, Mexiko

Oligoklas ist ein sehr häufig vorkommender Mischkristall aus der Reihe der „Plagioklase“ mit den Endgliedern Albit und Anorthit. Oligoklas gehört damit wie diese zur Gruppe der Feldspate innerhalb der Mineralklasse der „Silikate und Germanate“.
Bis 2009 wurde Oligoklas bei der International Mineralogical Association (IMA) noch als sogenanntes Intermediate member geführt, gilt jedoch nicht als eigenständige Mineralart und wird in einigen Quellen auch als Varietät von Albit angesehen.
Oligoklas besteht zu 70–90 % Albit bzw. enthält 10–30 % Anorthit mit der chemischen Zusammensetzung (Na,Ca)[(Si,Al)4O8]. Er kristallisiert im triklinen Kristallsystem und findet sich meist eingewachsen in körnigen Mineral-Aggregaten mit je nach Fremdbeimengung verschiedenen Farben von gelb bis rot, grün oder auch vielfarbig.

## Etymologie und Geschichte
Der Name Oligoklas wurde 1826 von August Breithaupt geprägt und setzt sich zusammen aus den griechischen Worten ὀλίγος oligos für „wenig“ und κλάω klas für „brechen“ oder „spalten“, zusammengesetzt also „wenig spaltend“ oder auch „weniger gut spaltbar“. Die Bezeichnung nimmt damit Bezug auf die Eigenschaft der Spaltbarkeit, die beim Oligoklas weniger gut ausgeprägt ist als bei anderen Feldspaten, insbesondere beim Albit (Tetartin).

## Varietäten und Modifikationen

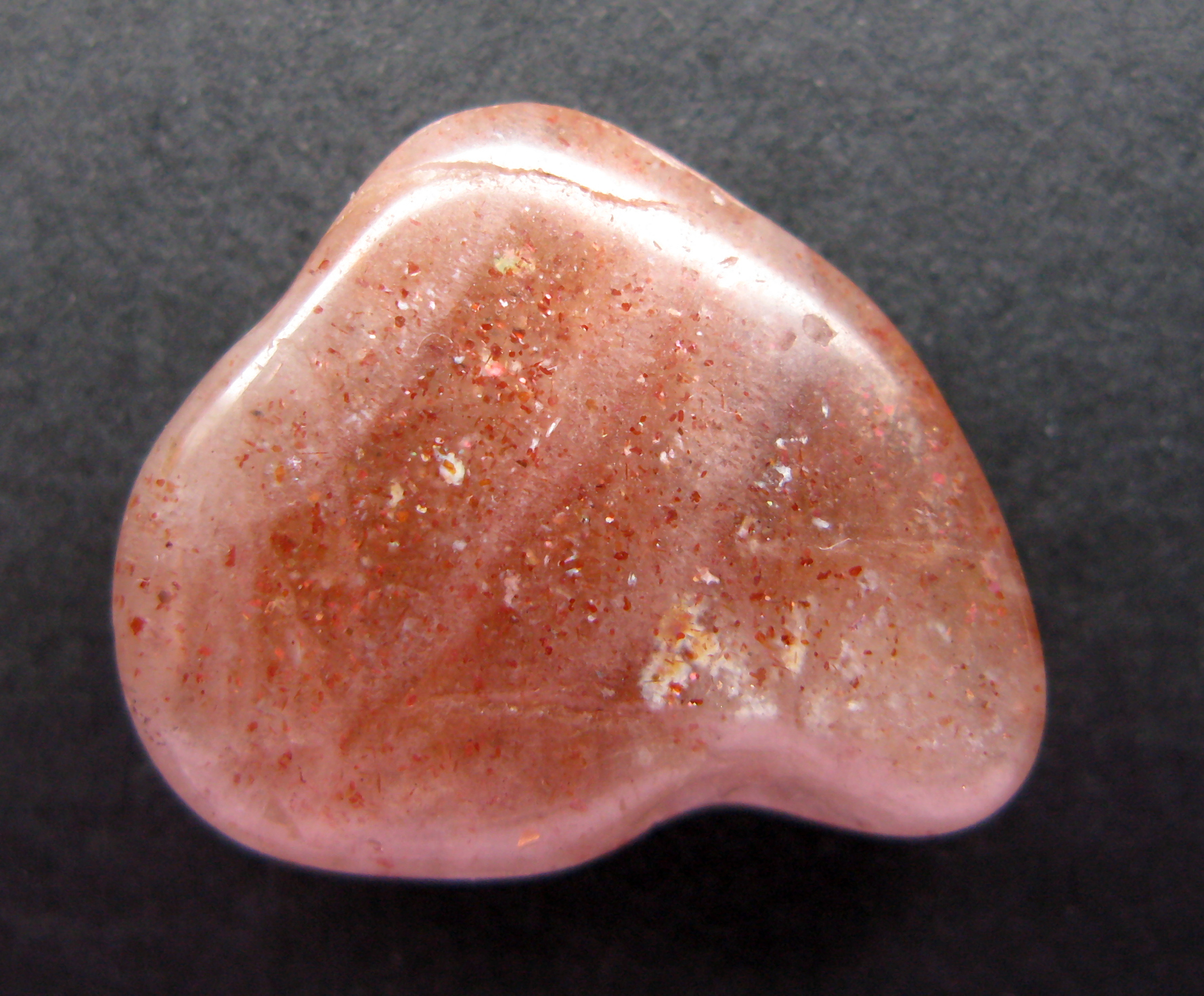
Natürlicher Sonnenstein aus Indien

Die Varietät Aventurin-Feldspat oder auch Sonnenstein hat eine rötlich-bräunliche Farbe und glitzert stark durch mikrokristalline Einschlüsse von Hämatit und anderen Eisenoxiden. Er wird oft mit Aventurin-Quarz verwechselt und durch Goldfluss imitiert.

## Bildung und Fundorte
Oligoklas ist ein typischer, gesteinsbildender Mischkristall und bildet sich entweder magmatisch in Granit, Syenit, Andesit oder Pegmatit sowie metamorph in Gneis oder Migmatit.
Als Fundorte sind vor allem Ontario in Kanada, Oregon in den USA, Arendal und Tvedestand in Norwegen, der Ural in der Russischen Föderation, Badajoz in Spanien und Vežná in Tschechien zu nennen.

## Verwendung

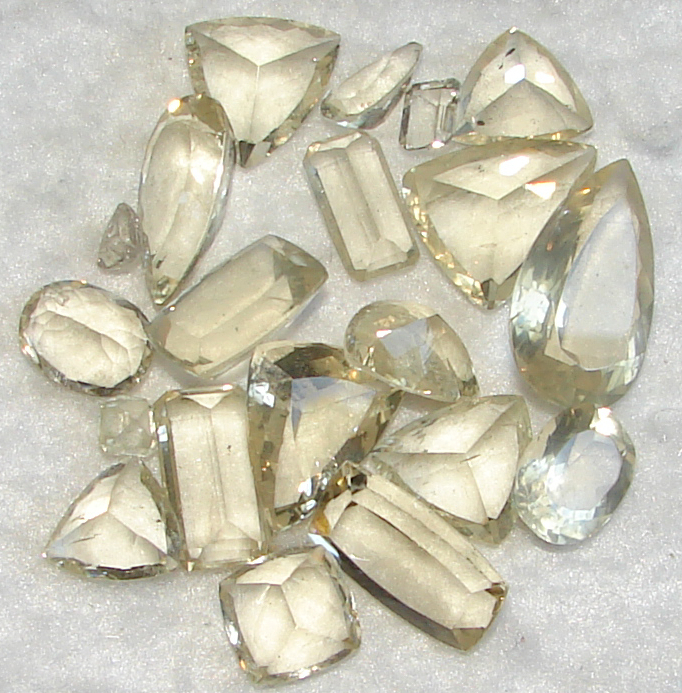
Oligoklas in verschiedenen Schliffformen

Farbloser Oligoklas in Schmucksteinqualität ist nur selten zu finden. Zudem ist er aufgrund seiner vollkommenen Spaltbarkeit empfindlich gegenüber Druck und Wärmeeinwirkung bei Fass- und Reparaturarbeiten. Für Sammler wird er aber dennoch gelegentlich in verschiedenen Schliffformen angeboten.
Die Varietät Sonnenstein wird zu Schmucksteinen verarbeitet. Sie kommt zum Beispiel in Indien, Norwegen, Südafrika und den USA vor und wird oft imitiert. Die bekannteste Imitation ist der sogenannte Goldfluss (auch Goldstein oder Aventuringlas). Dabei wird geschmolzenem Glas Kupfer oder Hämatit in mikrokristalliner Form beigefügt. Das Verfahren wurde bereits im 17. Jahrhundert von venezianischen Glasherstellern praktiziert. Nach dem Abkühlen werden die Glasbruchstücke in verschiedene Schmucksteinformen geschliffen oder zu Trommelsteinen verarbeitet.